# Cantone di Lauzerte
Il Cantone di Lauzerte era una divisione amministrativa dell'arrondissement di Castelsarrasin.
È stato soppresso a seguito della riforma complessiva dei cantoni del 2014, che è entrata in vigore con le elezioni dipartimentali del 2015.
Comprendeva i comuni di:
- Bouloc
- Cazes-Mondenard
- Durfort-Lacapelette
- Lauzerte
- Montagudet
- Montbarla
- Saint-Amans-de-Pellagal
- Sainte-Juliette
- Sauveterre
- Tréjouls